# Spermophora jocquei
Spermophora jocquei là một loài nhện trong họ Pholcidae. Loài này có ở Mayotte và quần đảo Comoro.